# Namyangju Citizen
Namyangju Citizen (kor. 남양주 시민축구단), klub piłkarski z Korei Południowej, z miasta Namyangju, występujący w K3 League (3. liga).